# Блэкбёрн, Артур
Артур Сифорт Блэкбёрн (англ. Arthur Seaforth Blackburn; 25 ноября 1892, Вудвилл, Аделаида, Южная Австралия, Австралия — 24 ноября 1960, Крэферс, там же) — австралийский военный и государственный деятель, бригадир Армии Австралии, участник Первой и Второй мировых войн. кавалер креста Виктории.
Родился в 1892 году в Южной Австралии. Получил юридическое образование в университете Аделаиды. После начала Первой мировой войны он вступил добровольцем в армию и был направлен сначала в Галлиполи (Турция), а затем во Францию. 23 июля 1916 года Блэкбёрн с 50 товарищами во время битвы за Позьер атаковал противника, установив связь с батальоном, находящимся на левой стороне захваченной траншеи. За эти действия был награждён крестом Виктории. После войны Блэкбёрн вернулся в Австралию, где занялся отстаиванием интересов ветеранов и политической деятельностью, после чего вновь поступил на военную службу. Во время Второй мировой войны он служил на Ближнем Востоке, а затем был отправлен на Яву, где принял командование союзными силами. Там Блэкбёрн был взят японцами в плен. Он пережил войну, вышел в отставку и скончался в 1960 году в Южной Австралии.

## Биография

### Молодые годы
Артур Блэкбёрн родился 25 ноября 1892 года в пригороде Аделаиды Вудвилле, в штате Южная Австралия, в семье священнослужителя и энтомолога Томаса Блэкберна и Маргарет Гэрриэт Стюарт, урождённой Браун. Он был младшим из четверых детей в семье, помимо родных братьев Гарри и Джона Стюартов, а также сводного брата Чарльза Бикертона от первого брака его отца с Джесси Энн, урождённой Вуд. С 1903 по 1905 год Артур учился в гимназии Палтни, а позже в Коллегиальной школе Св. Петра. Он поступил в университет Аделаиды, окончив его в 1913 году со степенью бакалавра права. В том же году он начал заниматься юридической практикой и был принят в коллегию адвокатов.

### Первая мировая война

#### Ближневосточный фронт
Через две недели после начала Первой мировой войны, 19 августа 1914 года, 21-летний Блэкбёрн был зачислен в Австралийские имперские силы, 28 сентября ему было присвоено звание рядового, после чего он получил назначение в роту «A» 10-го батальона. Во время начального обучения в тренировочном лагере на ипподроме Морфеттвилла Блэкбёрн продемонстрировал хорошие физические данные, несмотря на то, что был невысокого роста и имел худощавое телосложение. В итоге Артур был принят в отряд из 32 разведчиков под командованием лейтенанта Эрика Талбота Смита. 20 октября в Аделаиде он взошёл на борт корабля HMAT A11 Ascanius, направляющегося в Египет.
В попытке положить конец войне с Германией первый лорд адмиралтейства Уинстон Черчилль выступил за нападение на Турцию, включавшее в том числе захват Дарданелл, который позволил бы силам России атаковать Стамбул. Многочисленные морские атаки французов и англичан не принесли успеха, в результате чего было принято решение о наземном нападении на Дарданеллы. Первоначально высадка Австралийского и новозеландского армейского корпуса планировалась на мысе Тепе. Однако перед рассветом 25 апреля 1915 года, около 4:30 утра, Блэкбёрн вместе с 50 военнослужащими с лодок высадился на пляж бухты в Галлиполи (впоследствии в честь этой высадки получившей название Анзак). Сразу после высадки Смит собрал своё подразделение разведчиков и, приняв отчаянно смелое решение, направился вверх по склону к пулемётному гнезду турок, приказав своим бойцам достичь третьего хребта. Окружающий ландшафт был сложным: обрывы, утёсы, острые скалистые канавы, густой кустарник, лабиринт оврагов, вследствие чего солдаты плохо ориентировались на местности. Помимо этого долина долина хорошо простреливалась, вследствие чего около 500 турок быстро воспользовались сложившейся обстановкой и открыли огонь по австралийцам. Смена места начала операции и скалистый пляж дали туркам большое преимущество. По ходу атаки Блэкбёрн оторвался от своего отряда, но, объединив усилия с младшим капралом Филом Робином, прошёл с ним всю долину, преодолев второй гребень и добравшись до третьего. Далее они отправились на рекогносцировку турецких позиций. Продвинувшись почти на три километра вглубь территории, Блэкбёрн и Робин обнаружили, что турки собирают свои силы в следующей долине, невидимой для остальных австралийских солдат. В то же время в бою был убит взводный сержант Роберт Инвуд, брат которого, капрал Рой Инвуд в следующем году получит Крест Виктории, а 28 апреля погиб Фил Робин. В письме своему брату Чарльзу от 3 июня Блэкбёрн отметил, что «прогулка по той долине была бесспорно весёлым занятием, так как в кустарнике было полно снайперов». Позже историк Чарльз Бин пришёл к выводу, что Блэкбёрн и Робин были среди немногих австралийцев, далеко продвинувшихся к цели, но сам Артур в последующие годы описывал свои достижения на поле боя скромно.
После провала высадки Уинстон Черчилль попал в опалу и был вынужден уйти в отставку из правительства Великобритании. В то же время Артур Блэкбёрн прослужил в Галлиполи в течение почти всей кампании: 27 апреля ему было присвоено звание младшего капрала, в мае он на месяц стал главой батальонного почтамта, 4 августа получил звание второго лейтенанта и командование взводом в роте «A», а 21 ноября покинул этот пост. Эвакуация сил АНЗАК прошла с 8 по 20 декабря и стала самой успешной частью кампании. К концу января 1916 года 10-й батальон был задействован в обороне Суэцкого канала, и в следующем месяце Блэкбёрн был произведён в лейтенанты. В марте для того, чтобы сбалансировать количество новобранцев и ветеранов, 10-й батальон был разделён надвое, и половина была отправлена во вновь созданный 50-й батальон. Блэкбёрн остался в составе 10-го, став командиром взвода в роте «D». 10-й батальон был отправлен 27 марта из Александрии во Францию, прибыв 2 апреля в Марсель.

#### Западный фронт
В июле батальон был отправлен на Западный фронт для участия в битве на Сомме. 23 июля 1916 года, во время битвы за Позьер, 23-летний Блэкбёрн возглавил подразделение из 50 бойцов, атаковавшее противника и выбившее его из траншей. Подразделение захватило 250 ярдов траншеи. Несмотря на вражеские миномётные обстрелы и потери в личном составе, Блэкбёрн вместе с сержантом пополз вперёд на разведку. Им удалось продвинуться ещё на 120 ярдов, установив связь с батальоном на левой стороне траншеи. В общей сложности Блэкбёрн совершил восемь атак на немецкие позиции. 4 сентября он описал всё произошедшее в письме своему другу Гаю Фишеру, находившемуся на службе в Индии, дав очень наглядное представление о положении на фронте.
8 сентября 1916 года Блэкбёрн был награждён крестом Виктории «за отвагу». Он стал первым уроженцем Южной Австралии, удостоившимся данной награды. Сам Блэкбёрн довольно скромно отзывался о своём подвиге, говоря, что получил награду за то, что «просто был солдатом». Подтверждением словам Блэкбёрна может служить тот факт, что за несколько часов до него в той же траншее в 200 метрах от места атаки австралиец Джон Лик заслужил свой Крест Виктории. При этом Артур Блэкбёрн внешне ничем не напоминал стереотипного бронзовотелого бойца АНЗАК: он был хрупкого телосложения, с тонкими ногами, имел «мышиные» усы, густую копну волос и оттопыренные уши.
1 августа Блэкбёрну временно было присвоено звание капитана, однако в следующем месяце он был эвакуирован с фронта, так как заболел плевритом, и ему вернули чин лейтенанта. 4 октября в Букингемском дворце Блэкбёрн был принят королём Великобритании Георгом V, вручившим ему Крест Виктории. После этого, страдая от последствий болезни, он был демобилизован и направлен в Австралию. 4 декабря Блэкбёрн на поезде прибыл в Мельбурн, где был встречен большой толпой и официальными лицами.

### Межвоенное время
22 марта 1917 года в часовне колледжа Св. Петра в Аделаиде Блэкбёрн женился на Роуз Аде Келли, дочери Джона Хэйзела Келли и Роуз Ады Ньюланд. В следующем месяце Блэкбёрн вышел в отставку по медицинским показаниям. После военной службы Блэкбёрн вернулся к юридической практике. В 1925 году он начал сотрудничать в юридической фирме с боевым товарищем, капитаном Уильямом Маккэнном.
Блэкбёрн также начал вести общественную деятельность, активно поддерживав введение воинской повинности, в частности во время избирательных кампаний. Принимая участие в агитации перед референдумом 1917 года по вопросу усиления армии, Артур заявлял: «каждое „нет“ является преднамеренным и хладнокровным предательством наших парней в окопах».
В 1918 году Блэкбёрн как член Национальной партии был избран в Палату Ассамблеи Южной Австралии от округа Стёрт, но в 1921 году не стал добиваться переизбрания. В тот же период Блэкбёрн был активистом Имперской лиги вернувшихся военнослужащих в Южной Австралии, отделение которой в своём штате возглавлял с 1918 по 1920 год.
В 1920 году Блэкбёрн стал членом Офицерского резерва. В 1925 году он в звании лейтенанта поступил на службу в милицию — в 43-й батальон, а начиная с 1928 года служил в 23-м лёгком кавалерийском полку. В 1933 году Блэкбёрн был избран коронером Аделаиды. Занимая этот пост до 1947 года, он несколько раз отказывался объяснить отмену проведения расследования по ряду дел, за что подвергался критике со стороны общественности, но не прислушивался к ней. Вступив в ряды масонов в 1918 году, Блэкбёрн активно участвовал в жизни сообщества, стал учредителем нескольких лож и занимал в них высшие должности.

### Вторая мировая война

#### Северная Африка и Сирия
В 1939 году, после 15 лет службы в милиции, Блэкбёрну было присвоено звание подполковника, и он принял на себя командование 18-м пулемётным полком лёгкой кавалерии. В 1940 году он прекратил юридическую практику и 20 июня был назначен командиром 2/3-го пулемётного батальона в составе Вторых Австралийских имперских сил. Его назначение было произведено с целью повышения квалификации личного состава батальона. После обучения батальон переехал на поезде из Аделаиды в Сидней и 10 апреля 1941 года взошёл на борт SS Ile de France. 14 мая солдаты высадились в Порт-Тевфике (Египет) и в середине июня были направлены на сирийский фронт против колониальных отрядов режима Виши. 20 июня Блэкбёрн с ротами «A» и «C» выдвинулся к Дамаску. 21 июня в 12:30 город пал, и Блэкбёрн, как старший из присутствующих офицеров, принял капитуляцию от имени союзных войск. После завершения кампании 11 июля Блэкбёрн стал членом Союзной контрольной комиссии по Сирии, наблюдая за главным условием капитуляции — репатриацией французских военнопленных. До конца января 1942 года он оставался в составе оккупационных сил в Сирии. На протяжении всей кампании Блэкбёрн писал письма домой детям, красноречиво описывая свои впечатления от культуры, местности, достопримечательностей и обычаев, с которыми он познакомился на Цейлоне, в Сирии и в Ливане.

#### Голландская Ост-Индия

##### Командир «Чёрных сил»
1 февраля 1942 года подразделение Блэкбёрна было погружено на судно SS Orcades, при этом точка высадки была неизвестна. Многие военнослужащие считали, что направляются в Австралию, и наслаждались солнечными днями в Индийском океане. Однако японцы уже совершили налёт на Перл-Харбор и начали наступление на Малайский полуостров. Через две недели после начала плавания пал Сингапур. Корабль причалил в Остхавене на Суматре, где батальон должен был участвовать в обороне аэродрома, но во время высадки стало известно, что аэродромом овладели японцы. Плохо вооружённое подразделение было переброшено на Яву, куда прибыли во второй половине дня 16 февраля. 21 февраля Блэкбёрн был произведен в бригадиры и назначен командиром австралийского контингента «Чёрные силы» из 3 тысяч человек, включая 2/3-й пулемётный батальон из 710 человек и 2/2-й пионерский батальон из 937 человек, а также отряд лёгких танков Полка Королевских гусар и солдат Национальной гвардии Техаса. Силы объединённых войск на Яве находились под управлением командующего Королевской голландской ост-индской армией Хейна тер Портена. Перед подразделением была поставлена задача помочь голландцам защитить свои владения от японцев.
8 марта 1942 года, после отчаянного трёхнедельного сопротивления, тер Портен объявил, что дальнейшая борьба стала бесполезной. После этого Блэкбёрн отвёл свои подразделения в горы близ Бандунга, недалеко от южного побережья Явы к югу от Чикаджанга, где надеялся установить связь с нетронутым японцами портом Памеунгпеук для эвакуации в Австралию. Выяснилось, что все коммуникации уже были разрушены, а так как в сезон дождей в джунглях негде было укрыться, солдаты стали заболевать малярией и пневмонией. В сложившихся обстоятельствах Блэкбёрн, не видя другого выхода и желая прекратить страдания своих подчинённых, 12 марта вместе со своими подразделениями сдался японцам. После этого он приказал своим войскам соблюдать дисциплину, а медицинскому персоналу — оставаться со своими пациентами.

##### Плен
12 марта 1942 года в штаб-квартире японских войск в Бандунге Блэкбёрн вместе с американским капитаном А. К. Серлом, британскими вице-маршалом авиации Полом Мэлтби и генерал-майором Гервеем Дегге Уилмотом Ситвеллом подписал документы о капитуляции перед генералом Маруямой, внёсшим в их присутствии в итоговый документ слова о Женевской конвенции о военнопленных.
Около 100 человек из «Чёрных сил» были убиты или ранены в бою, некоторые из выживших погибли позже на строительстве бирманской железной дороги, а Блэкбёрн стал старшим офицером в группе военнопленных, в которую вошли 300 австралийских моряков с лёгкого крейсера HMAS Perth, а также 200 членов Королевских ВВС Австралии, в том числе 160 человек из 1-й эскадры. Первое время они были размещены в зданиях на чайных плантациях у Гарута, где сами уничтожили большинство своего оружия, в том числе танки, но затем были переведены ближе к центру Явы, в местность под названием Лелес. Позже военнопленные были разделены на две группы: одна должна была вернуться в Гарут, а вторая, бо́льшая и включавшая самого Блэкбёрна — пройти 150 миль до Батавии, однако Блэкбёрн подал японцам письмо, в котором сказал, что из-за сезона дождей выживут не все. Марш был отменён, и 13 апреля военнопленные на поезде прибыли в лагерь, в котором уже находилось 2600 человек. Жили в хижинах, питание было скудным, людям не хватало элементарных средств гигиены и вещей, однако Блэкбёрн смог надавить на власти, после чего им даже разрешили проводить церковные службы. В конце декабря он вместе с группой старших офицеров был переведён с Явы в Сингапур, прибыв 2 января 1943 года в лагерь для военнопленных Чанги. Несколько дней спустя туда поступило ещё 900 военнопленных с Явы, в том числе состав 2/3 батальона под командованием полковника Эдварда Данлопа. Позже Данлоп называл Блэкбёрна «легендой». Пребывание Блэкбёрна в Чанги было недолгим — с другими старшими офицерами он сначала был отправлен на Тайвань, затем в Корею, а потом в Маньчжурию — в лагерь Чэнь-Ча-Дун, в котором провёл оставшуюся часть войны. Вынужденно сдавшись, Блэкбёрн не потерял силы духа и даже в плену остался заядлым мемуаристом, ведя дневник. На его страницах с апреля 1942 по ноябрь 1944 года он описывал события капитуляции и последующее интернирование в многочисленных лагерях, включая обращение японцев, избиения, болезни, нехватку продовольствия и медикаментов, задержку почты, распределение заключенных, принудительные подписания клятвы в верности, тяжёлый труд, воздушные налёты и депрессивные настроения товарищей по плену.

##### Освобождение
Блэкбёрн оставался в лагере до сентября 1945 года, а затем был освобождён в Мукдене — физически и морально слабым, но не больным. 13 сентября он прибыл в Аделаиду через Коломбо и уже 16 сентября добрался до Мельбурна, где воссоединился со своей семьёй и впоследствии встретился с командующим Союзными сухопутными войсками в Юго-Западном Тихоокеанском районе Томасом Блэми.
В 1946 году Блэкбёрн давал показания по поводу японских военных преступлений на судебных разбирательствах в Токио. Принеся присягу, Артур сообщил суду, что сам пережил четыре избиения и стал свидетелем около ста случаев жестокого отношения к заключённым со стороны преимущественно корейских охранников, заявлявших ему, что правительство Японии придерживается Женевской конвенции «только тогда, когда их это устраивает». Он добавлял, что лагеря были переполнены — вместо расчётных тысячи человек в них содержалось 4900 военнопленных, страдавших от недоедания и дизентерии. Позже Блэкбёрн сказал, что заключённые вынужденно снимались в пропагандистских фильмах, так как японцы обещали им говядину и хлеб, а в итоге нарушали обещание и сами съедали продукты.
28 мая 1946 года «в признание отваги и выдающихся заслуг на Яве» Блэкбёрн стал командором Ордена Британской империи.

### Гражданская жизнь
Вернувшись после войны в Австралию, с 1947 по 1955 год Блэкбёрн занимал пост комиссара в Суде Содружества по примирению и арбитражу. На этом посту он занимался решением конфликтов работодателей с профсоюзами, вопросами повышения заработной платы и уточнения причин увольнения, а также вёл переговоры о предотвращении забастовок. С 1946 по 1949 год Блэкбёрн снова председательствовал в Имперской лиге вернувшихся военнослужащих в своём штате, а с 1947 года возглавил попечительский совет Фонда военных столовых. В 1955 году Блэкбёрн стал членом Австралийской национальной авиационной комиссии и директором авиакомпании «Trans Australia Airlines».
1 января 1955 года «за исключительно безупречную деятельность в качестве председателя нескольких фондов, в особенности помогающих экс-военнослужащим и членам их семей» Блэкбёрн был произведён в кавалеры Ордена Святого Михаила и Святого Георгия.

### Смерть и похороны
Артур Сифорт Блэкбёрн скончался 24 ноября 1960 года в пригороде Аделаиды Крэферсе от разрыва аневризмы общей подвздошной артерии, не дожив одного дня до 68-го дня рождения. Он оставил после себя жену Роуз (1894—1981) и четверых детей: дочерей Маргарет Элисон (в замужестве Форбс, ?—?) и Розмари Невилл (в замужестве Уингтон, 1925—1994) и сыновей Ричарда Артура (1918—1987) и Роберта Стюарта (1921—1994). Оба сына сделали военную карьеру и тоже служили во Вторых АИС.
Блэкбёрн был похоронен со всеми воинскими почестями в Секторе Австралийских имперских сил на кладбище Вест-Террас в Аделаиде. В Южной Австралии находятся места захоронения семи кавалеров Креста Виктории, и могилу Блэкбёрна часто посещают ветераны войны.

## Память
Имя Блэкбёрна увековечено на бронзовой памятной доске, установленной в 1986 году на мемориальной пешеходной Аллее 150-летнего юбилея, которая проходит вдоль Норт-Террейс в Аделаиде, соединяя Кинг-Уильям-стрит и Палтни-стрит.
Журналистом Эндрю Фолкнером в 2008 году была написана биографическая книга «Arthur Blackburn, VC: An Australian Hero, His Men, and Their Two», повествующая о жизни и подвигах Блэкбёрна, основанная на воспоминаниях его товарищей и включающая в себя ранее неизвестные материалы.
21 февраля 2011 года генерал-губернатор Австралии Квентин Брайс открыла Зал Славы Австралийского военного мемориала, в экспозиции которого увековечены имена всех кавалеров Креста Виктории, в том числе и Блэкбёрна. Его награды хранятся там же. История Блэкбёрна рассказывалась среди прочих на выставке «Храбрые из храбрых», впервые открытой на Торренс-Парад-Граунд 20 апреля 2012 года депутатом парламента Джеком Снеллингом.
- Могила Блэкбёрна на кладбище Уэст-Террейс
- Памятная доска на «Дороге 150-летнего юбилея»
- Награды в Австралийском военном мемориале

## Награды
| Лента                                              | Знак отличия                                     | Основание для награждения                                                   |
| Ribbon of the Victoria Cross                       | Крест Виктории                                   | За отвагу в битве за Позьер                                                 |
| Ribbon of the Order of St.Michael & St.George      | Кавалер Ордена Святого Михаила и Святого Георгия | За службу обществу                                                          |
| Ribbon of the Military Order of the British Empire | Командор Ордена Британской империи               | За службу на Яве и командование «Чёрными силами»                            |
| Ribbon for the 1914-15 Star                        | Звезда 1914—15                                   | За службу за рубежом с 1914 по 1915 год                                     |
| Ribbon of the British War Medal 1914-18            | Британская военная медаль                        | За оперативную службу с 5 августа 1914 по 11 ноября 1918                    |
| Ribbon of the Victory Medal 1914-19                | Медаль Победы                                    | В честь победы союзных войск в Первой мировой войне                         |
| Ribbon of the 1939—1945 Star                       | Звезда «1939—1945»                               | За оперативную службу с 3 сентября 1939 по 2 сентября 1945 года             |
| Ribbon of the Pacific Star                         | Тихоокеанская звезда                             | За оперативную службу на Яве с «Чёрными силами»                             |
| Ribbon of the Defence Medal                        | Медаль обороны                                   | За вне-оперативную службу в заданном районе во время Второй мировой войны   |
| Ribbon for the War Medal 39-45                     | Военная медаль 1939—1945                         | За службу с 3 сентября 1939 по 2 сентября 1945 года                         |
| Ribbon for the ASM 39-45                           | Медаль службы Австралии 1939—1945                | За службу с 3 сентября 1939 по 2 сентября 1945 года                         |
| Ribbon of the King George V Silver Jubilee Medal   | Медаль Серебряного юбилея короля Георга V        | В честь 25-летия правления Георга V                                         |
| Ribbon of the King George VI Coronation Medal      | Коронационная медаль Георга VI                   | В честь коронации Георга VI 12 мая 1937 года                                |
| Ribbon of the Queen Elizabeth II Coronation Medal  | Коронационная медаль Елизаветы II                | В честь коронации Елизаветы II 2 июня 1953 года                             |
| Ribbon of the Efficiency Decoration                | Награда эффективности                            | За выслугу лет в территориальной армии (более 12 лет) с планкой «Австралия» |